# Etoile Dieleghem
Etoile Dieleghem Jette was een Belgische voetbalclub uit Jette. De club sloot in juli 1979 aan bij de KBVB met stamnummer 8682.
In 2002 fuseerde de club met RSCUP Jette. De fusieclub ging verder onder het stamnummer van die club als Royal Scup Dieleghem Jette.

## Geschiedenis
De club sloot in juli 1979 aan bij de KBVB als La Caravelle Bruxelles, de clubkleuren waren oranje en blauw.
Onder deze naam speelde men vier seizoenen in Vierde Provinciale.
In 1983 werd de naam AS Etoile Caravelle aangenomen, in 1986 veranderden de clubkleuren naar paars en wit.
De club speelde nog steeds in Vierde Provinciale toen men fuseerde met Sporting Dieleghem Jette en de naam Etoile Dieleghem Jette aannam, de fusieclub ging verder onder het stamnummer van AS Etoile, maar de geel-blauwe clubkleuren van Sporting Dieleghem werden overgenomen.
De club kwam sportief versterkt uit de fusie en na drie seizoenen Vierde Provinciale wist Etoile Dielghem zich in 1994 tot kampioen van zijn reeks te kronen en mocht naar Derde Provinciale.
Ook daar speelde men bovenin mee en in 1996 mocht Etoile Dieleghem naar Tweede Provinciale. 
In Tweede Provinciale kon men ook bovenin meedraaien en in 2000 promoveerde de club naar Eerste Provinciale.
In het eerste seizoen daar werd een zevende plaats behaald, maar het laatste seizoen in de geschiedenis van de club was het mooiste, na kampioen KV Woluwe Wosjot bezette Etoile Dieleghem immers de tweede plaats.
Na het seizoen fuseerde de club met RSCUP Jette en samen gingen de clubs verder als Scup Dieleghem Jette onder het stamnummer van SCUP.